# 141-ша резервна дивізія (Третій Рейх)
141-ша резервна дивізія (Третій Рейх) (нім. 141. Reserve-Division) також Дивізія № 141 (Третій Рейх) (нім. Division Nr. 141) — резервна піхотна дивізія Вермахту за часів Другої світової війни.

## Історія
Дивізія № 141 була створена 26 серпня 1939 року, як 1-ше командування резервних військ (нім. Kommandeur der Ersatztruppen I) в Інстербурзі (Східна Пруссія).

## Командування

### Командири
- генерал-лейтенант Ульріх фон Вальдов (нім. Ulrich von Waldow) (1 грудня 1939 — 1 квітня 1942);
- генерал-лейтенант Гайнц Гельміх (нім. Heinz Hellmich) (1 квітня — 10 грудня 1942);
- генерал-лейтенант Отто Шенгерр Едлер фон Шенляйтен (нім. Otto Schönherr Edler von Schönleiten) (10 грудня 1942 — 20 лютого 1944).